# Arc de Trajan (Bénévent)
Pour les articles homonymes, voir Arc de Trajan.
L’arc de Trajan, à Bénévent, en Campanie, est un monument érigé en 114, en l'honneur de l'empereur Trajan, pour l'ouverture de la Via Traiana, variante de la Voie Appienne construite par Trajan pour relier Bénévent à Brindes (Brindisi) de manière plus directe.
Le monument, achevé en 117, est parvenu jusqu'à nous presque intact, avec la presque totalité des reliefs qui l'ornent sur toutes ses faces. Tel qu'il est, l'arc de Bénévent est certainement le mieux conservé de tous les arcs romains.

## Histoire
L'arc a été construit entre 114 et 117. À l'époque lombarde (haut Moyen Âge), il fut incorporé à la partie nord des remparts de la ville, sous le nom de Porta Aurea : il s'élevait à côté de l'église Saint-Hilaire, qui sert aujourd'hui de salle d'exposition. À la Renaissance, il fut étudié par l'architecte Sebastiano Serlio.
Le monument a subi plusieurs restaurations par suite des ravages du temps et des tremblements de terre : d'abord sous le pape Urbain VIII, puis en 1661, 1713 et 1792. En 1713, par exemple, alors que l'arc était encore utilisé comme porte de la ville, une architrave de marbre s'effondra et le conseil municipal dut voter un crédit de 212 ducats pour la réparation.
En 1850, lors d'une visite, le pape Pie IX ordonna que le monument fût dégagé de toutes les  maisons qui l'encombraient. Aujourd'hui, l'arc est isolé de la circulation, dans un environnement paysagé.

## Structure
Le monument est construit en blocs de calcaire recouverts d'éléments sculptés en marbre de Paros. La voûte unique a une hauteur de 15,60 m et une longueur de 8,60 m. 
À chaque angle, une colonne engagée d'ordre corinthien supporte l'entablement, surmonté d'un attique en surplomb dans sa partie centrale, au-dessus de la voûte.

## Décor sculpté
Le décor en haut-relief représente des scènes civiles et militaires. Les scènes des deux façades principales ont trait, à l'intérieur, côté ville, à la paix et à la providence envers les citoyens et, à l'extérieur, à la guerre et à la providence apportée par l'empereur aux provinces.
Les reliefs forment ensemble un programme politique. La zone inférieure présente l'entourage de l'empereur, tandis que la zone de l'attique montre principalement des dieux et des héros.
L'attique porte une inscription dédicatoire et deux panneaux latéraux en haut-relief : à l'extérieur, le panneau de gauche, pas entièrement conservé, représente l'hommage des divinités rurales provinciales, et à droite la fondation des colonies provinciales ; à l'intérieur, vers la gauche, Trajan est accueilli par la Triade capitoline, et à droite, il préside, au Forum Boarium, à l'annone du peuple romain.
Les scènes se lisent de bas en haut et de droite à gauche. La frise de l'entablement soutenu par les colonnes représente la procession du triomphe de Trajan sur les Daces, en très haut relief.
Sur chacun des piliers, entre les demi-colonnes angulaires, deux autres panneaux, placés l'un sur l'autre, plus étroits que ceux présents sur l'attique, représentent d'autres scènes et allégories en rapport avec les hauts faits de l'empereur ; les panneaux sont séparés par des reliefs décoratifs avec des Victoires « tauroctones » (sacrifiant des taureaux) au centre, et des Amazones au sommet.
Dans les écoinçons de l'arc sont représentés le Danube et la Mésopotamie à l'extérieur, et à l'intérieur, la Victoire et la Fidélité à l'empereur, le tout accompagné des génies des quatre saisons ; les clés de voûte de l'arc sont illustrées d'autres allégories : la Fortune à l'extérieur, et Rome à l'intérieur.

### Les reliefs côté ville (face sud)

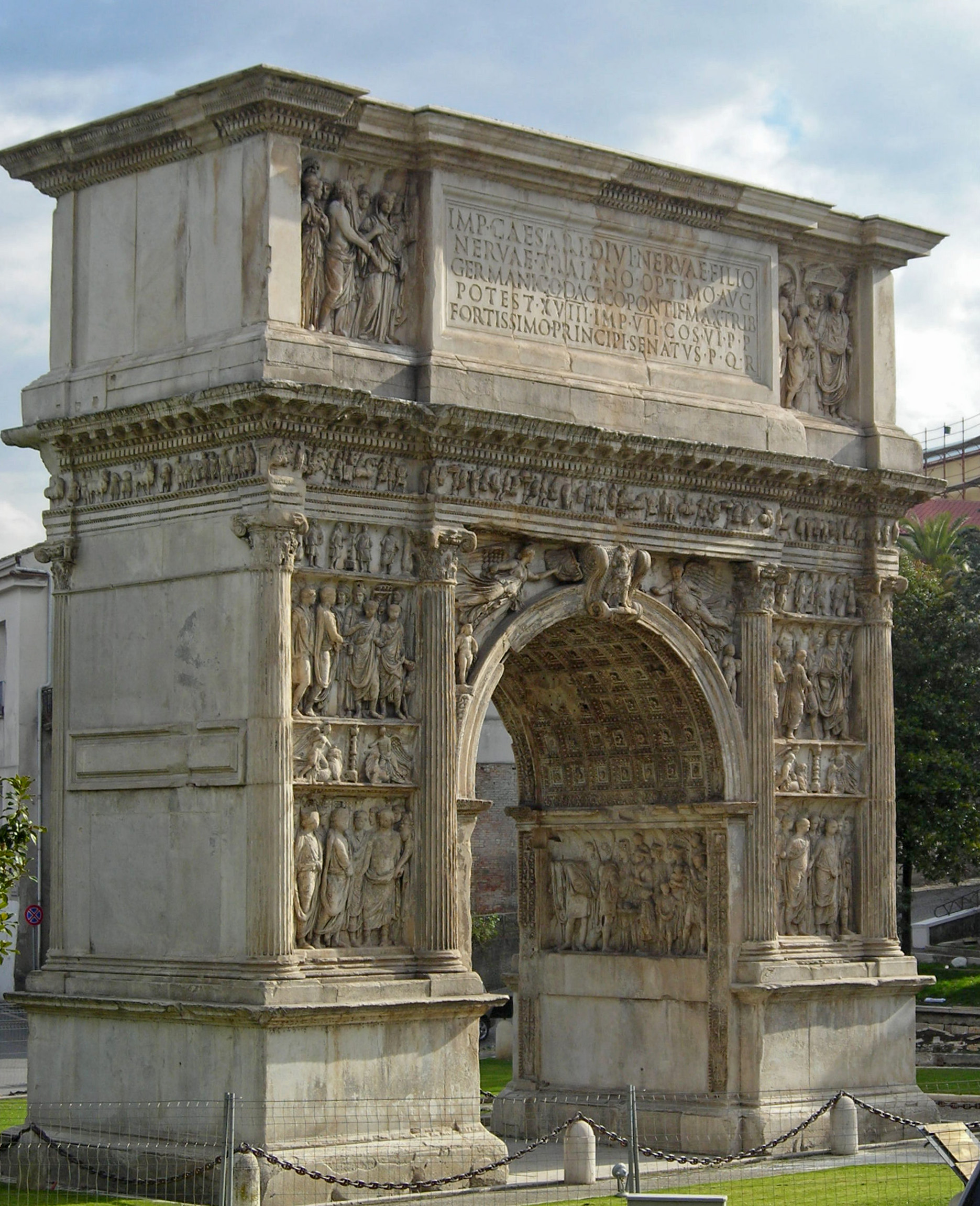
Face sud

Dans la zone inférieure, à gauche et à droite, est représenté un adventus Augusti, mais qui n'est pas l'entrée historique de l'an 99.
Dans le relief droit, l'empereur, entouré de douze licteurs, est conduit dans la ville par un citoyen romain. Dans le relief de gauche, il est attendu du Genius senatus, du Genius populi romani et d'un représentant des citoyens romains des villes d'Italie et des provinces, et d'autres personnages, devant la Curia Julia du Forum romain (selon Fittschen).
Dans la zone médiane à gauche, le relief montre le licenciement d'anciens combattants.
Dans la zone médiane à droite, trois togati de deuxième ou troisième classe font face à l'empereur : le dieu du port derrière eux les identifie comme citoyens d'une ville portuaire (Fittschen). La scène n'étant pas précisément définissable, elle est simplement désignée comme la réglementation du commerce romain par Trajan.
Sur l'attique, à gauche et à droite, les deux images vont de pair : un adventus Augusti s'affiche à nouveau. Un groupe de six licteurs fait face à l'empereur, lui-même entouré de deux licteurs. Des éléments architecturaux peuvent être vus en arrière-plan. Au premier plan, deux citoyens romains sont identifiables à leur toge.
La petite frise sous l'attique montre la procession triomphale de Trajan en 107 après sa victoire sur les Daces. Des taureaux victorieux se font face et deux autres victoires occupent les tympans. 

Arc de Trajan, face sud, vers la ville.
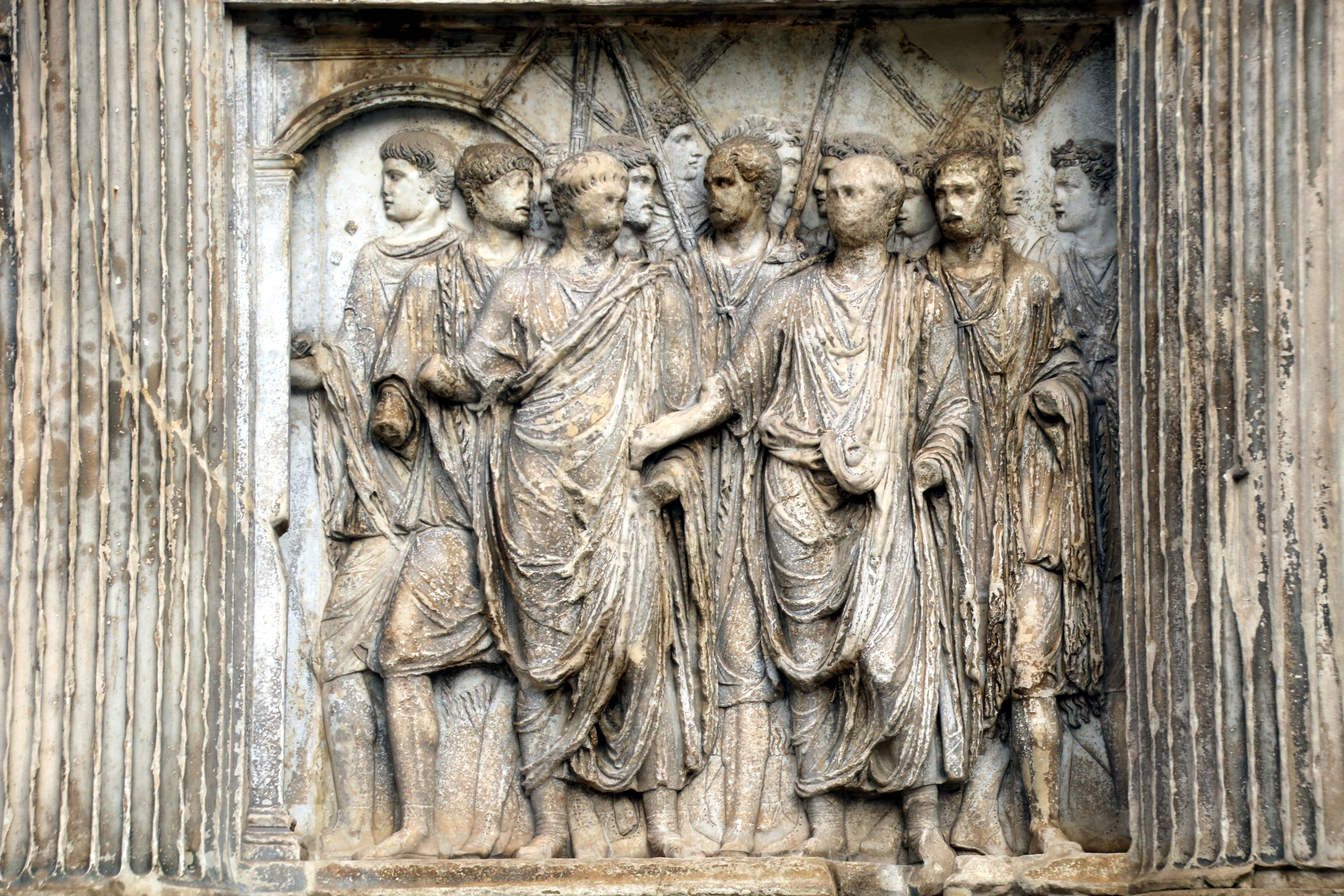
En bas, à droite : De retour de Germanie, Trajan est accueilli par les génies du peuple romain, du Sénat et de l'ordre équestre.
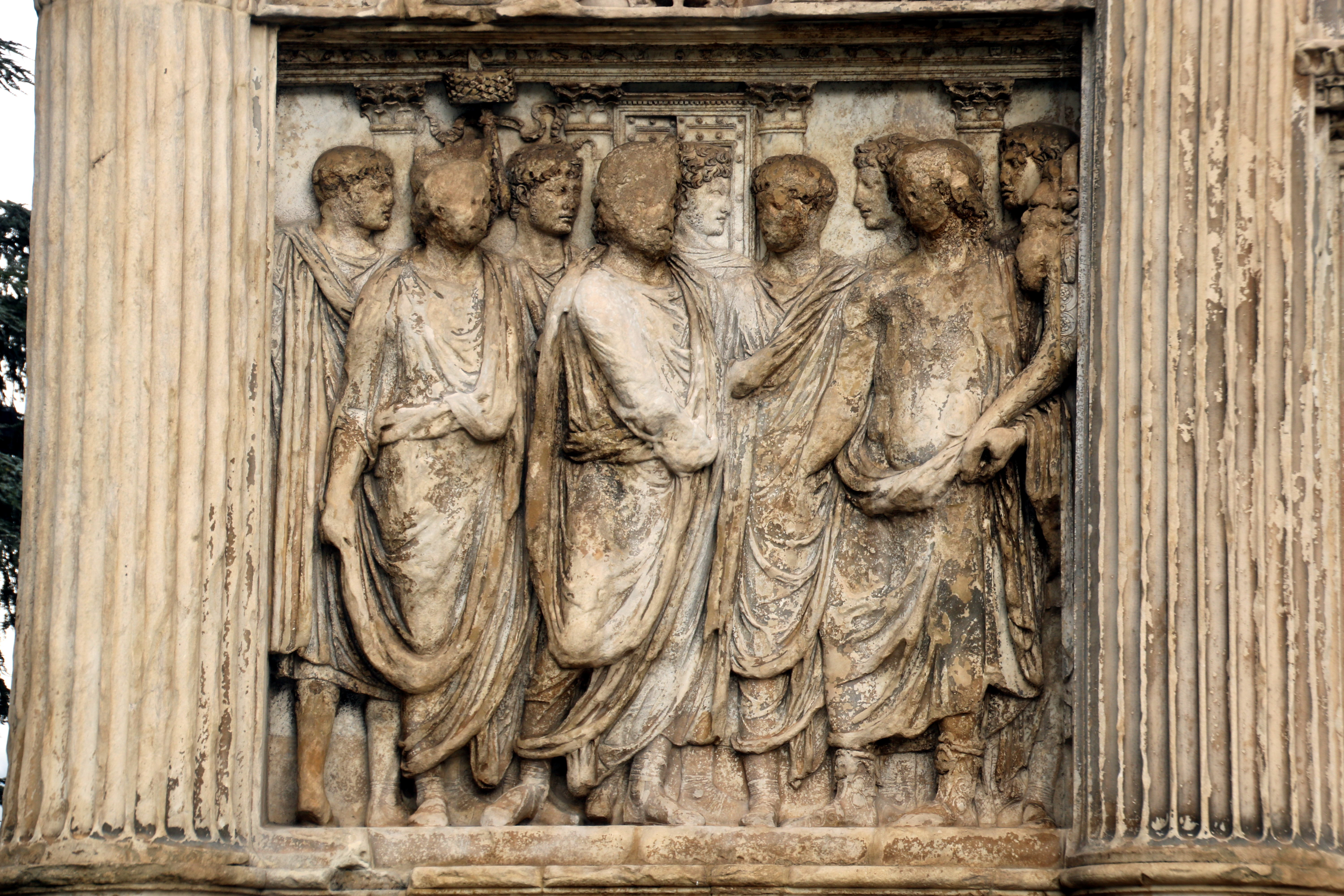
En bas, à gauche : Trajan fait son entrée à Rome l'été 99, après avoir colonisé la frontière rhénane de la province de Germanie Supérieure, dont il était gouverneur lors de sa proclamation comme empereur.
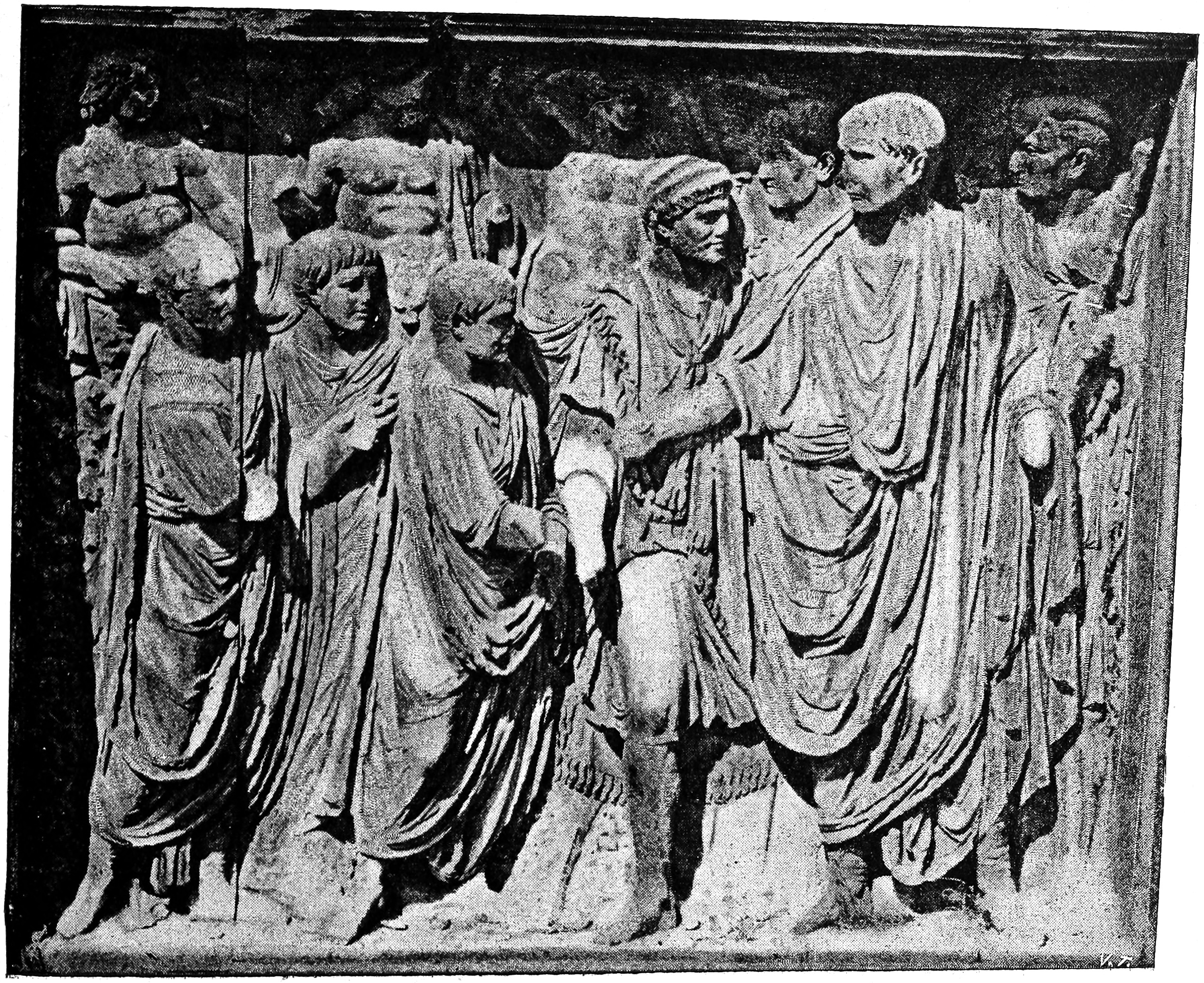
Au milieu, à droite. Réglementation du commerce dans un port non identifié.
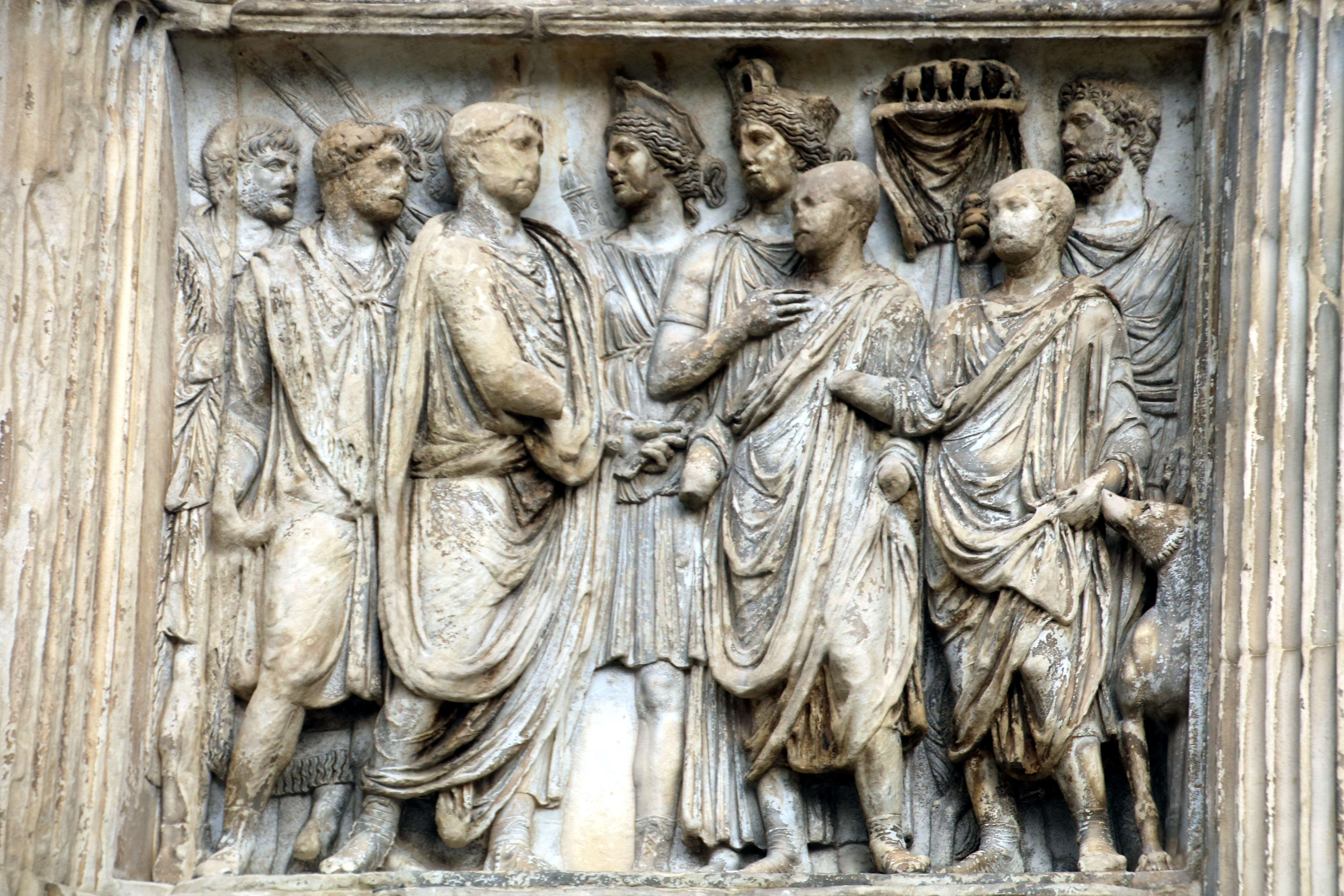
Au milieu, à gauche : Trajan apparaît au premier plan à gauche, suivi des licteurs. Le thème est peut-être lié aux dispositions pour les anciens combattants dans les régions du Rhin et du Danube.
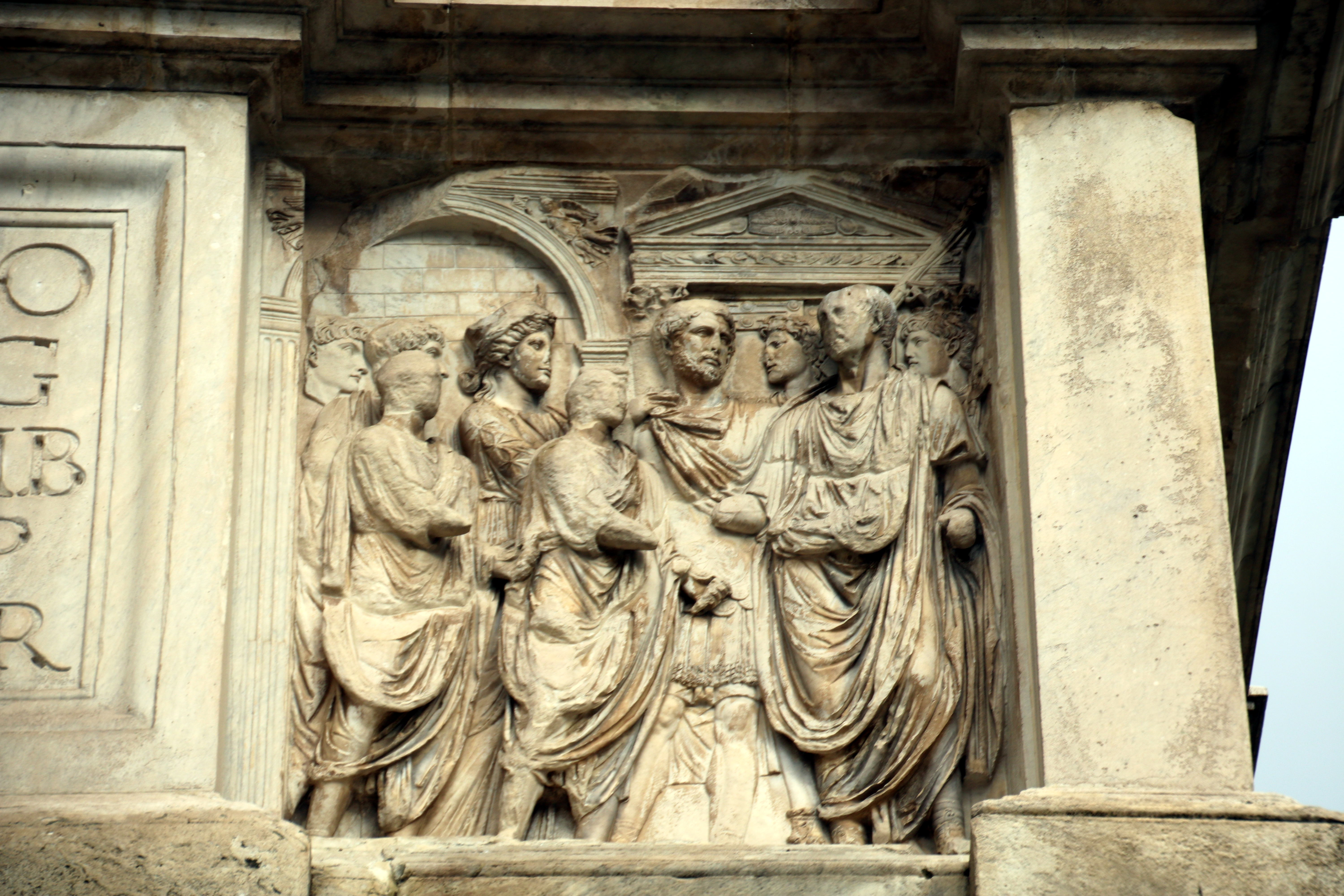
Sur l'attique, à droite de l'inscription : sur le Champ de Mars, devant le temple du dieu, Trajan, avec Hadrien à ses côtés et suivi des licteurs, reçoit les deux consuls, en présence de la déesse Rome.
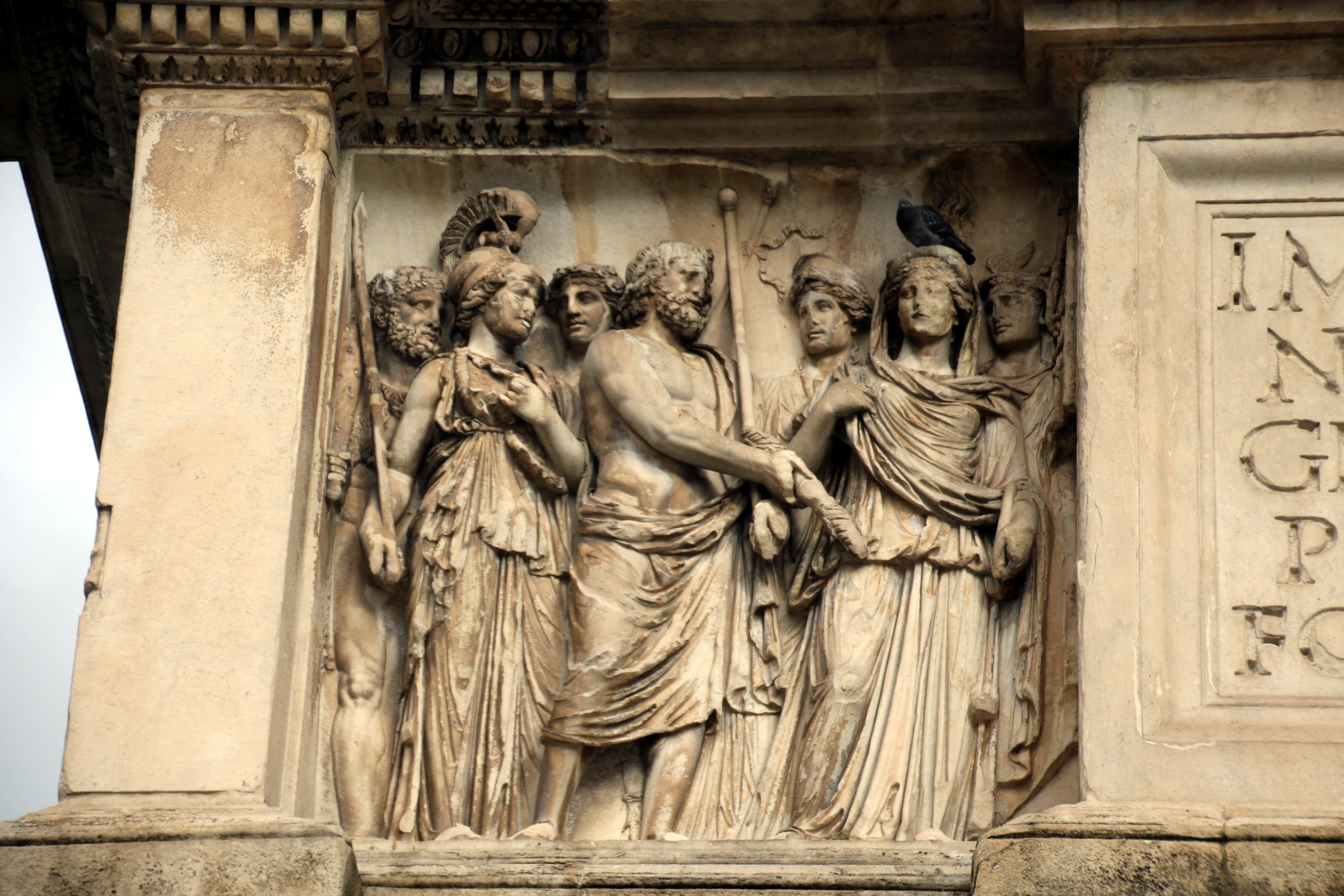
Sur l'attique, à gauche de l'inscription : les dieux de l'Olympe attendent Trajan.

### Les reliefs au passage de l'arc
Ces reliefs montrent un programme local qui reflète des événements importants pour la cité de Bénévent et ses environs. D'un côté, la pietas erga deos (scène de sacrifice) et de l'autre la pietas erga homines (alimentatio Italiae). Le côté ouest montre des scènes qui relient l'empereur à la capitale, le côté est montre les soins prodigués par Trajan pour les provinces.
Décor de la voûte
Sur la voûte décorée de caissons, l'empereur apparaît au centre, couronné par une Victoire.
Scène de sacrifice, côté ouest
Le grand relief, du côté gauche lorsqu'on quitte la ville, montre un taureau sacrifié de l'empereur en présence du génie du sénat, des licteurs et d'autres citoyens romains. Il est souvent interprété comme un sacrifice pour l'inauguration de la via Trajana.
Le sens de l'image est que l'empereur se sacrifie, qu'il pratique la pietas Augusti et que le peuple et le sénat en sont témoins.
L'alimentation des enfants, côté est
L'autre grand relief, en face, à droite, montre l'alimentation des enfants dans le besoin, institution fondée par Trajan, un événement mentionné par une inscription où il est fait référence à une institutio alimentaria. Quatre déesses sont présentes, dont la déesse Roma, à qui revient plus généralement l'alimentatio Italiae. Sur cette image comme sur huit autres du monument, l'empereur agit comme un bienfaiteur.

La voûte et la décoration du passage
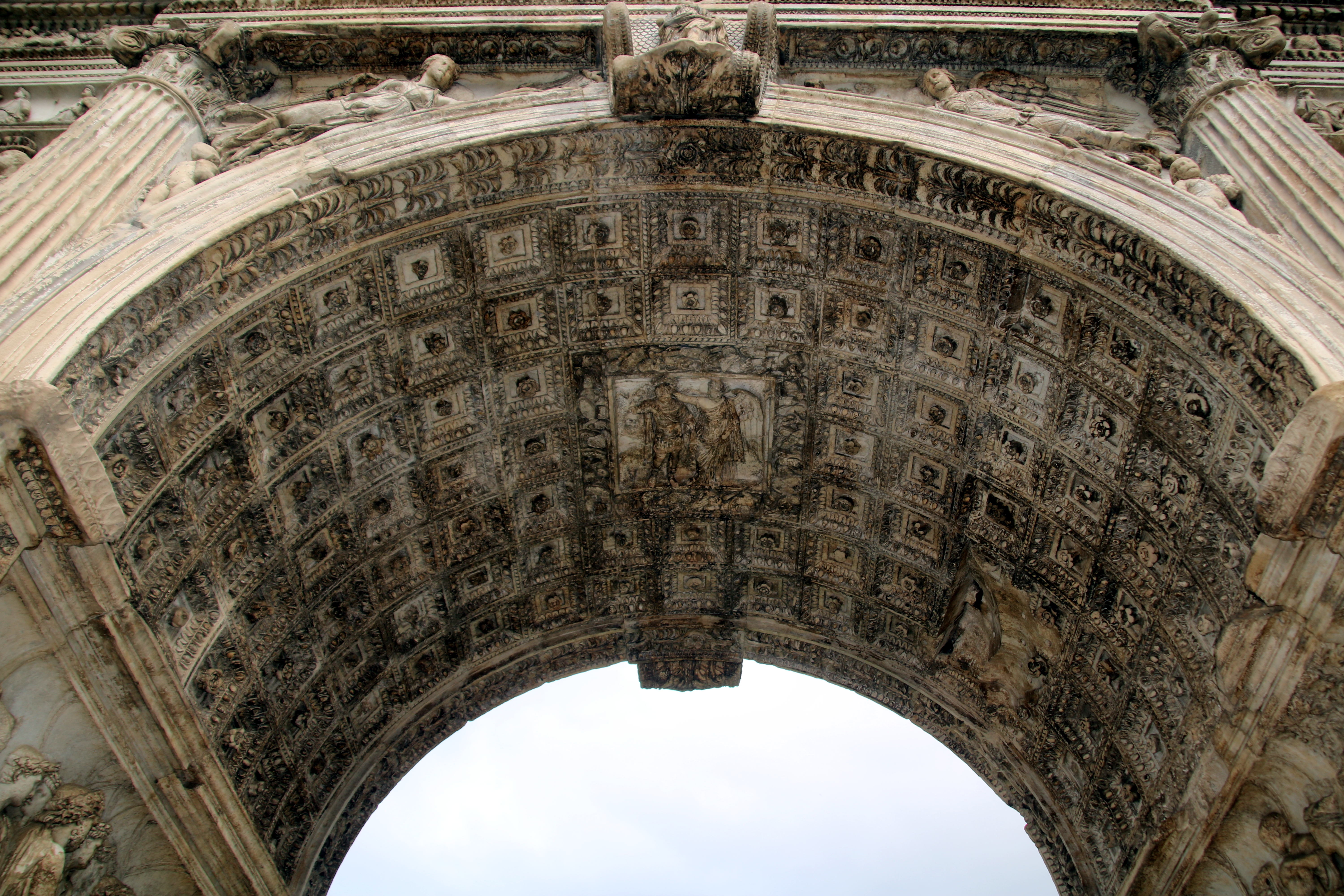
Voûte à caissons, vue de la face sud.
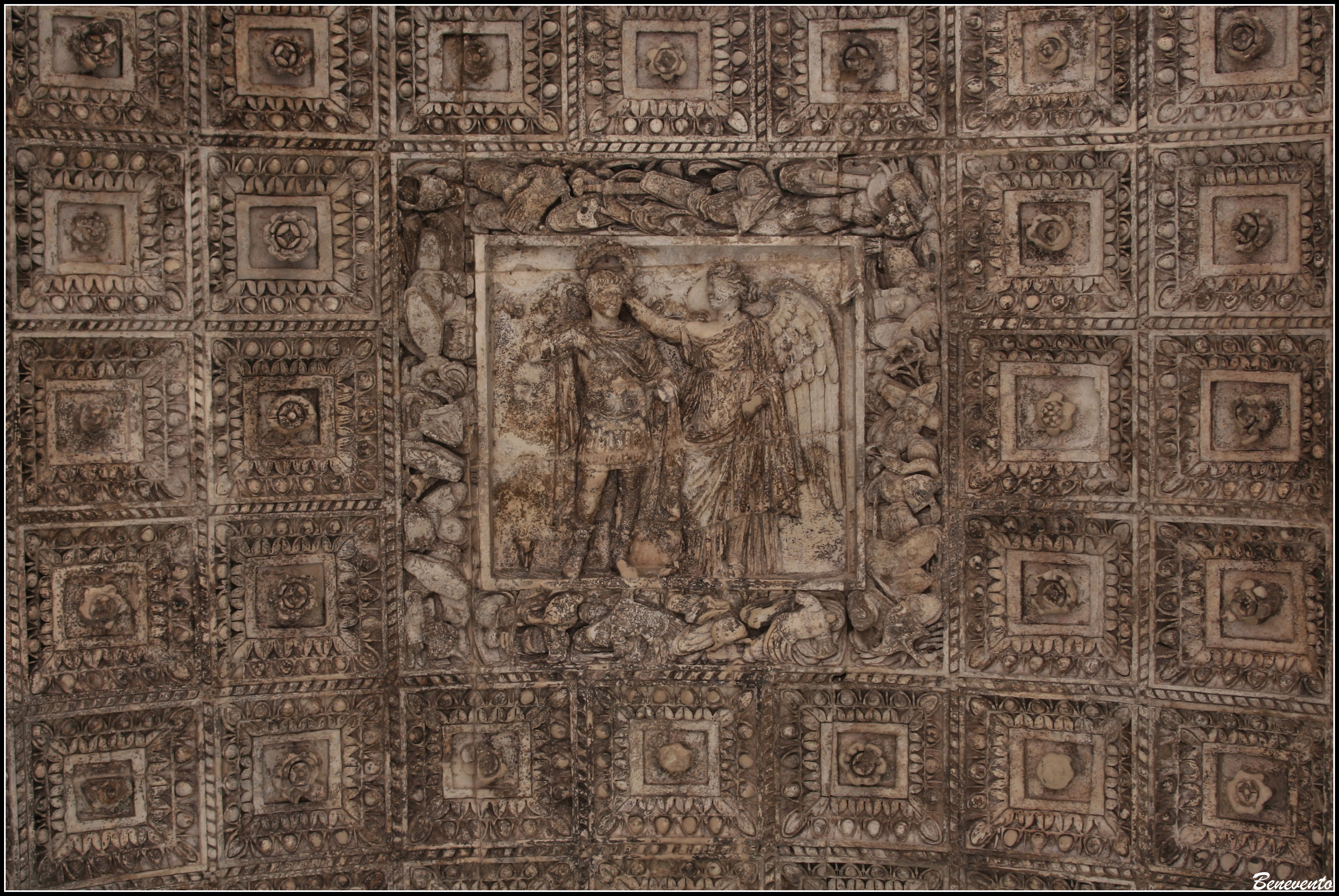
Voûte à caissons, Trajan couronné par une Victoire.
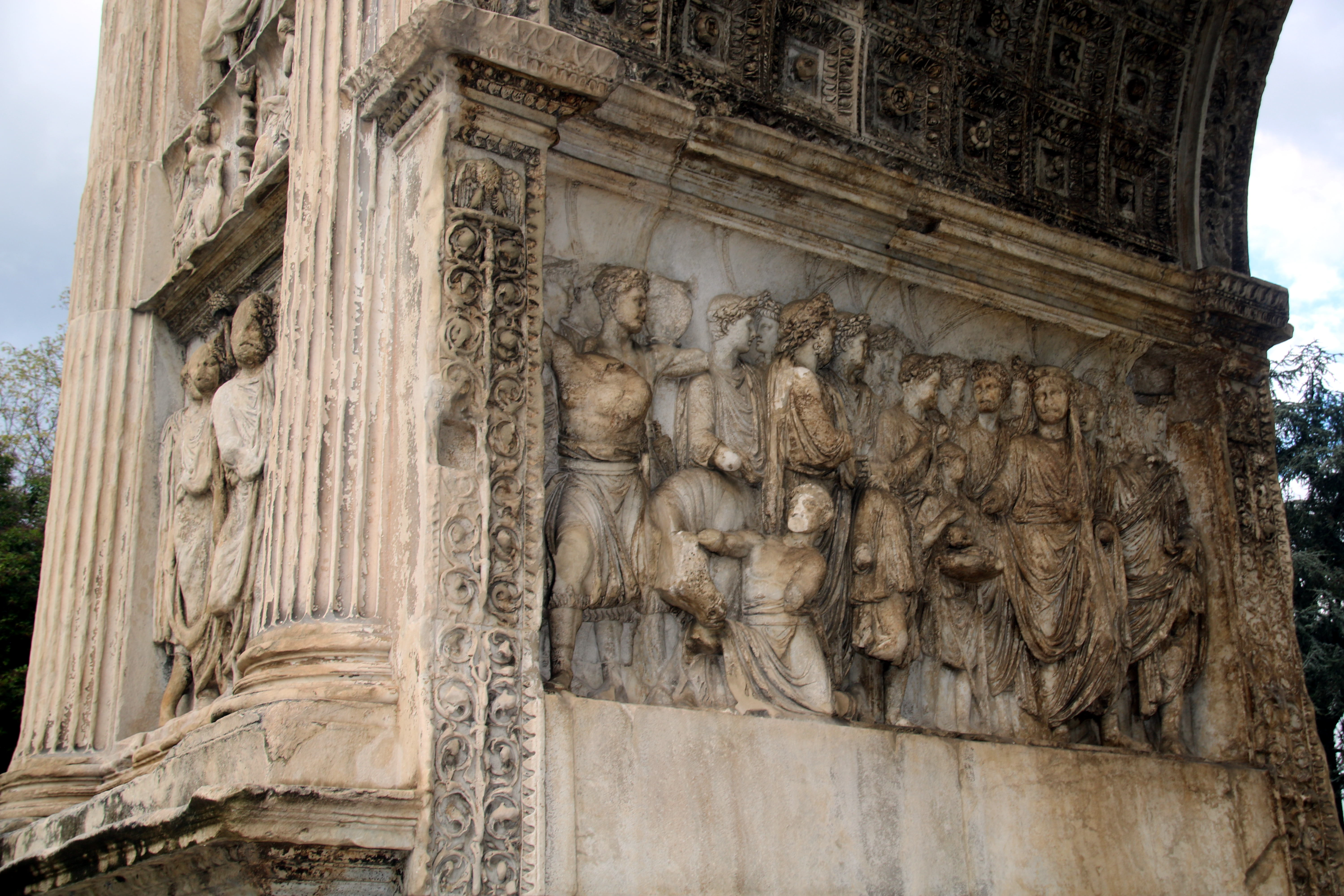
Sacrifice, lors de la cérémonie d'ouverture de la via Traiana. Pilier ouest.
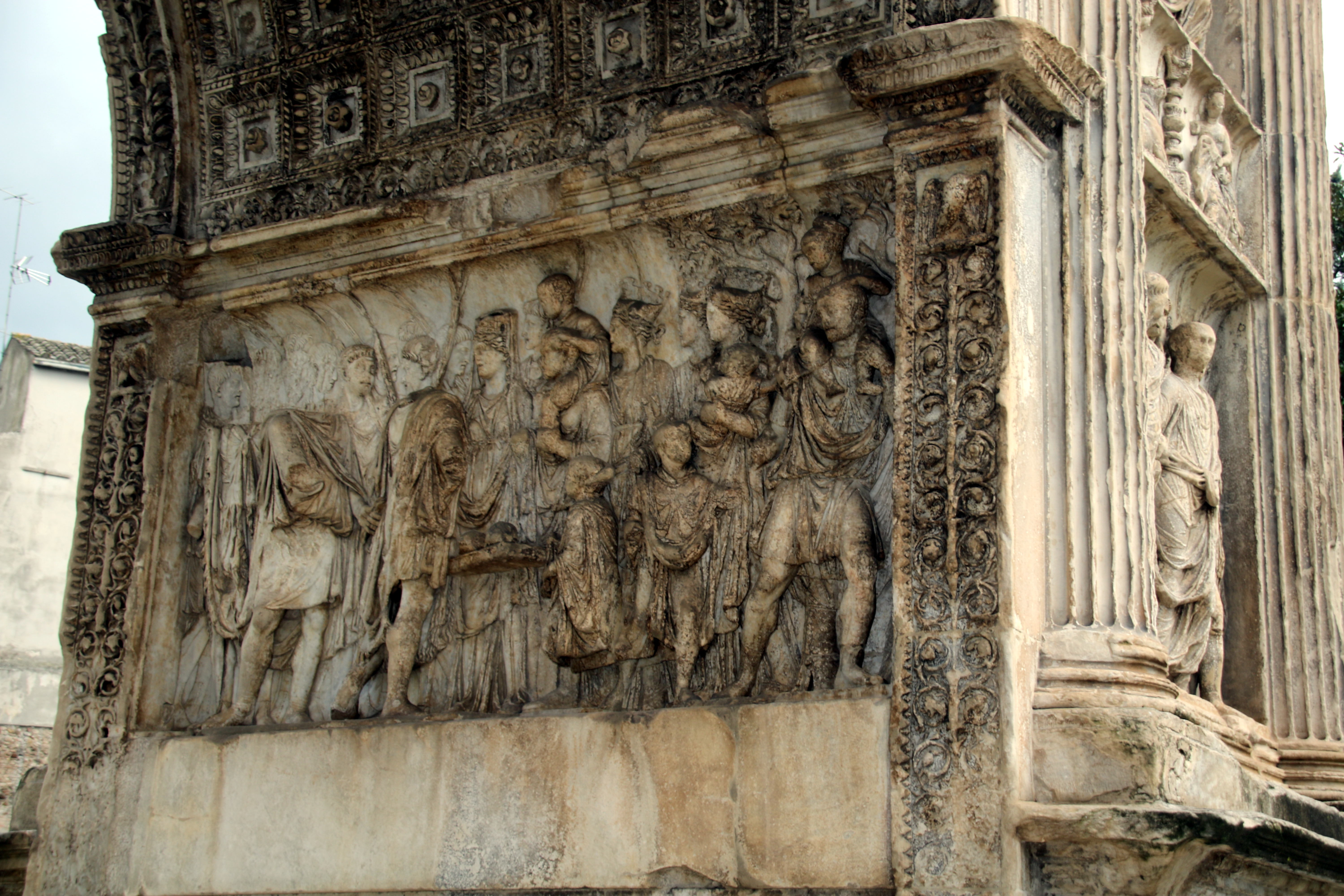
Création à Bénévent, en 101, de l'institutio alimentaria, à l'intention des enfants pauvres. Pilier est.

### Les reliefs du côté extérieur à la ville (face nord)

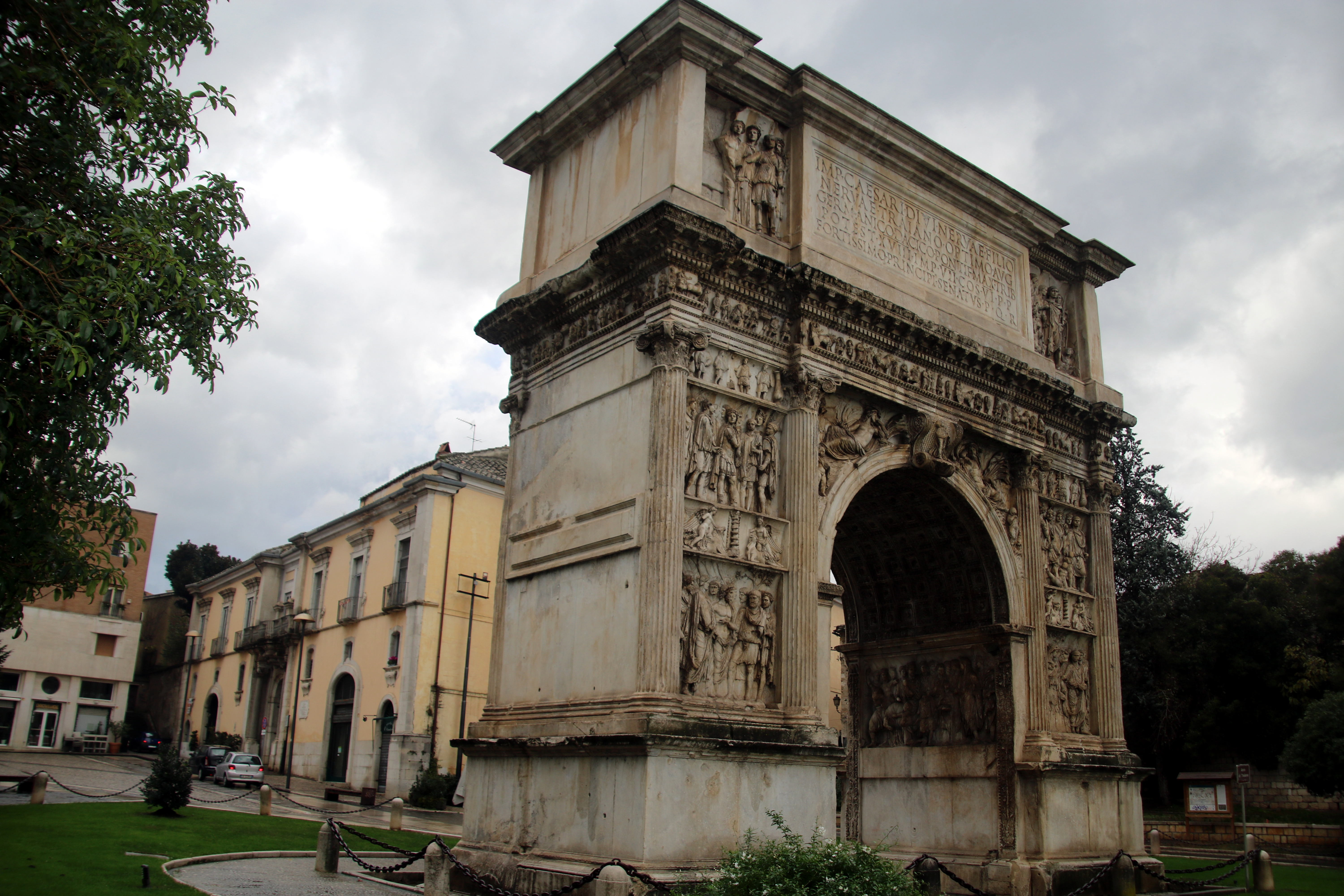
Façade nord, vers la campagne.

Le côté tourné vers la campagne met en lumière des aspects des provinces et des frontières de l'Empire, contrairement au côté ville, qui est consacré aux problèmes domestiques.
Zone inférieure à gauche : l'empereur, accompagné de licteurs, fait face à quatre barbares. Jupiter se tient entre les deux groupes, tenant un éclair dans sa main gauche. La scène montre la sécurité des frontières au travers d'accords avec les peuples voisins.
Zone inférieure, à droite : l'empereur fait face à trois hommes pouvant être des membres de l'armée romaine. La scène est interprétée comme représentant la vigilance de l'empereur sur l'armée, même en temps de paix.
Zone médiane, à gauche : le relief figure un soldat représentatif des levées sous le gouvernement de Trajan, montrant que l'empereur est responsable du maintien de la puissance de l'armée romaine et de la sécurité de l'Empire (selon Fittschen).
Zone médiane, à droite : une femme avec une couronne murale tire une charrue sur la terre en présence de l'empereur. Un petit garçon et une fille se lèvent du sol. La déesse ne peut pas être clairement identifiée, mais il peut s'agir de Roma, Italia, Provincia ou Tellus (selon Fittschen). C'est un symbole de fertilité. Deux autres divinités complètent la scène. Mars se dresse entre les déesses. L'image symbolise la capacité de se défendre extérieurement, comme condition préalable à la paix intérieure.
À droite de l'attique : le relief montre la province de Dacie, qui fut annexée à l'empire romain par Trajan après deux guerres.
À gauche de l'attique : ce relief, le seul incomplètement conservé, est la conclusion du thème provincial. Sur la moitié droite subsistante figurent quatre divinités : Silvanus, Diane, Cérès et Bacchus-Liber Pater. Ces divinités, symboles de fertilité, sont des divinités protectrices des provinces. L'empereur fait face à ce groupe.

Arc de Bénévent, face nord, vers l'extérieur de la ville.
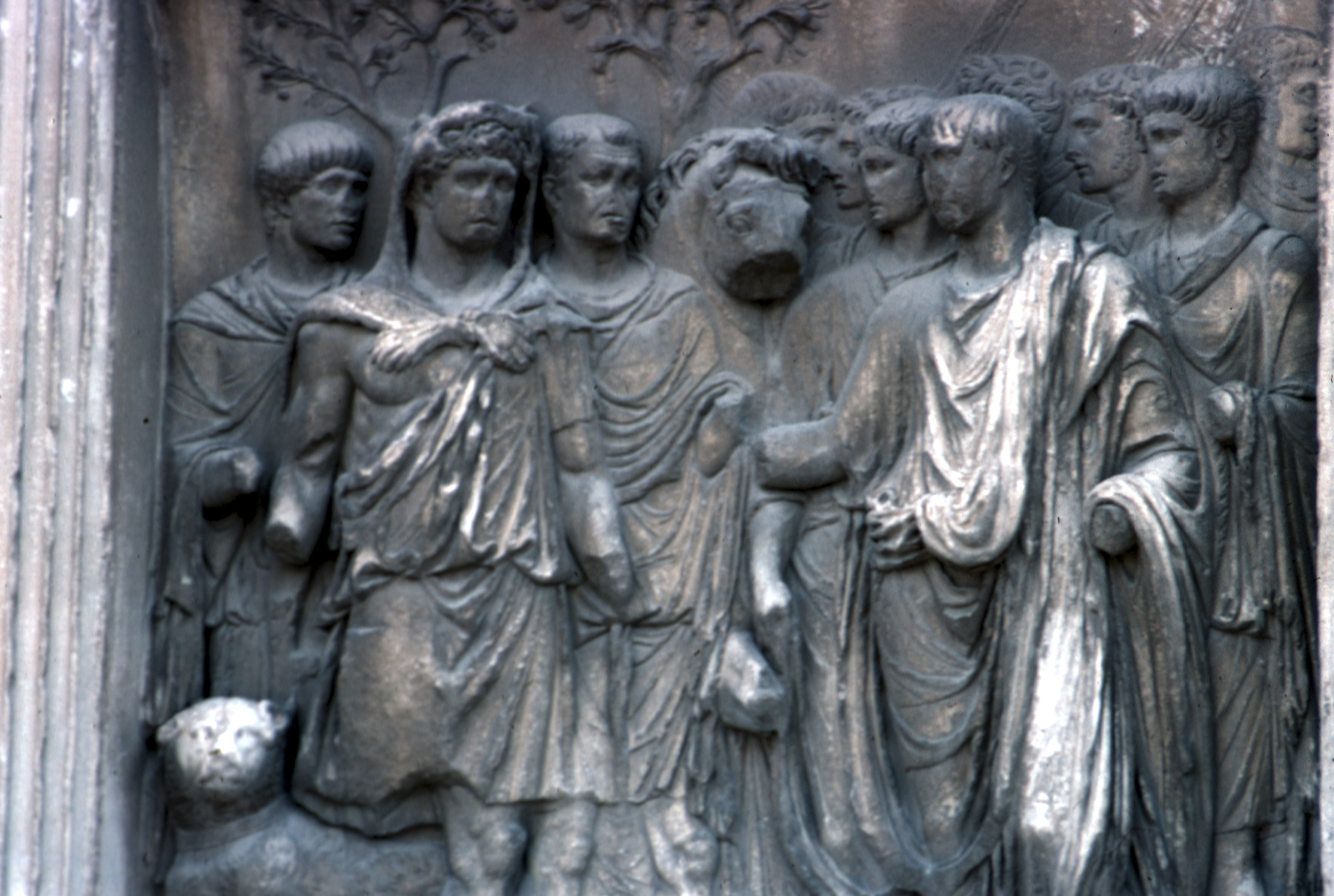
En bas, à droite : vigilance de l'empereur sur l'armée.
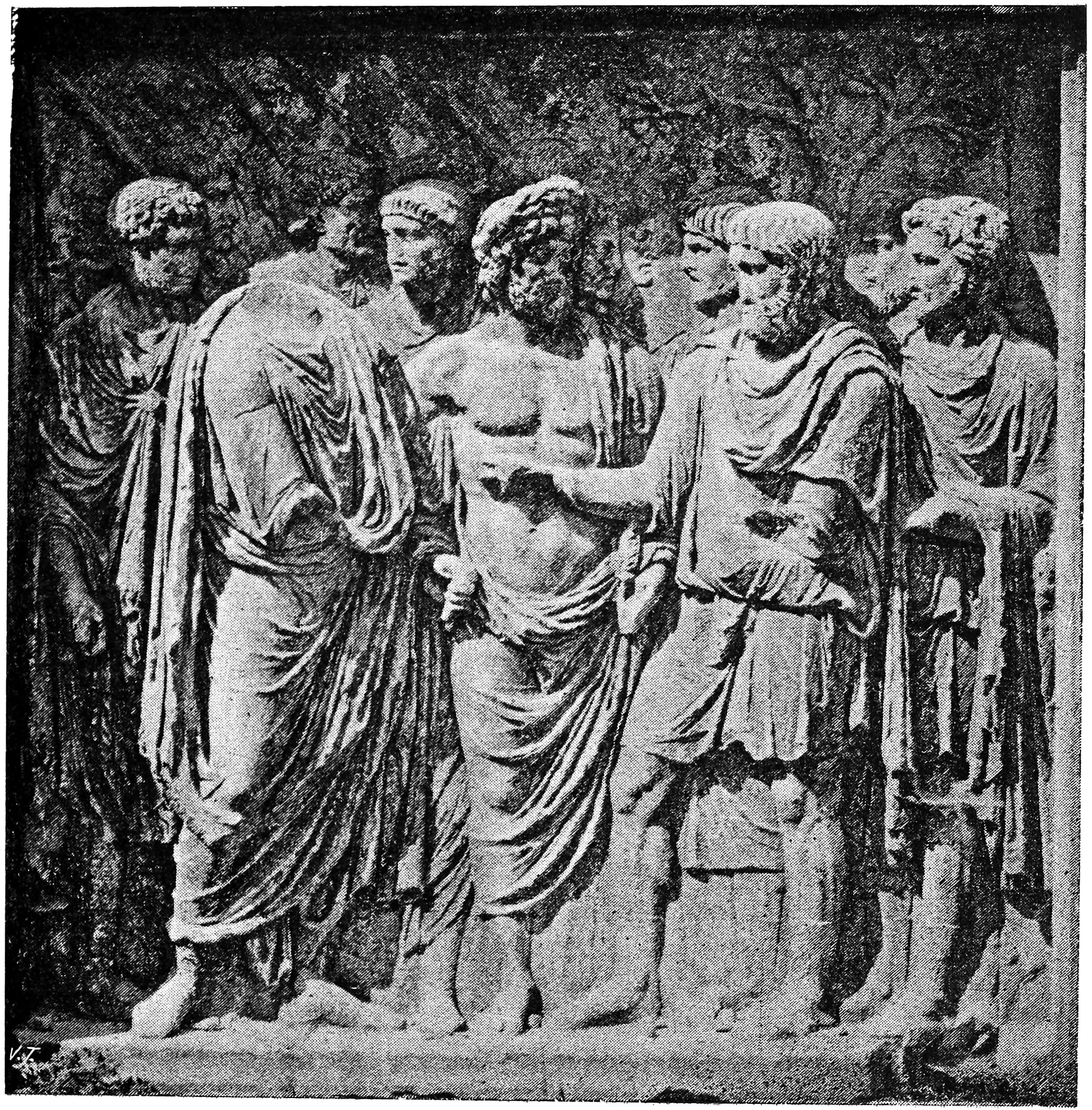
En bas, à gauche. l'empereur fait face à quatre barbares.
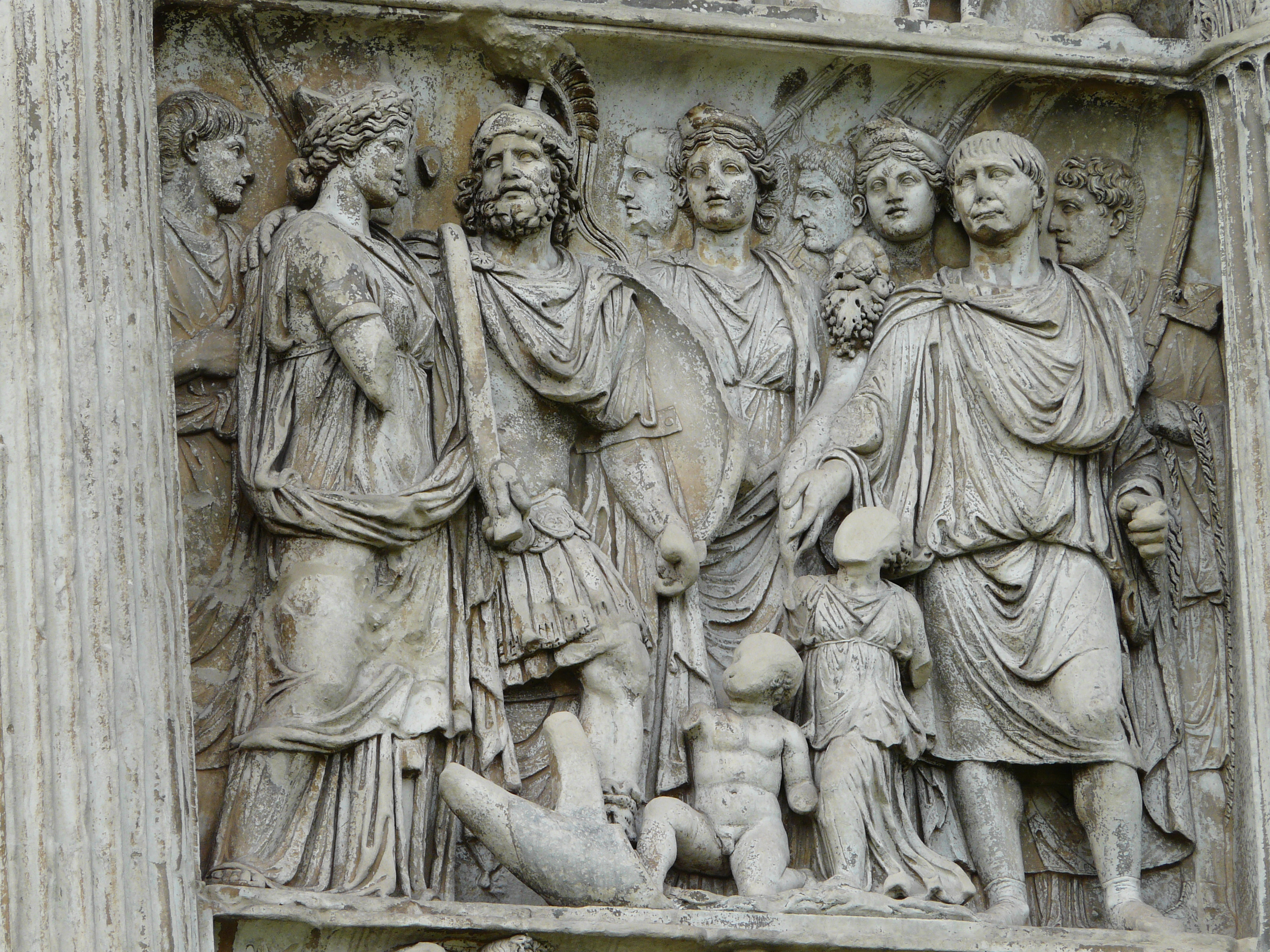
Au milieu, à droite : Trajan et les déesses de la fertilité et de la protection.
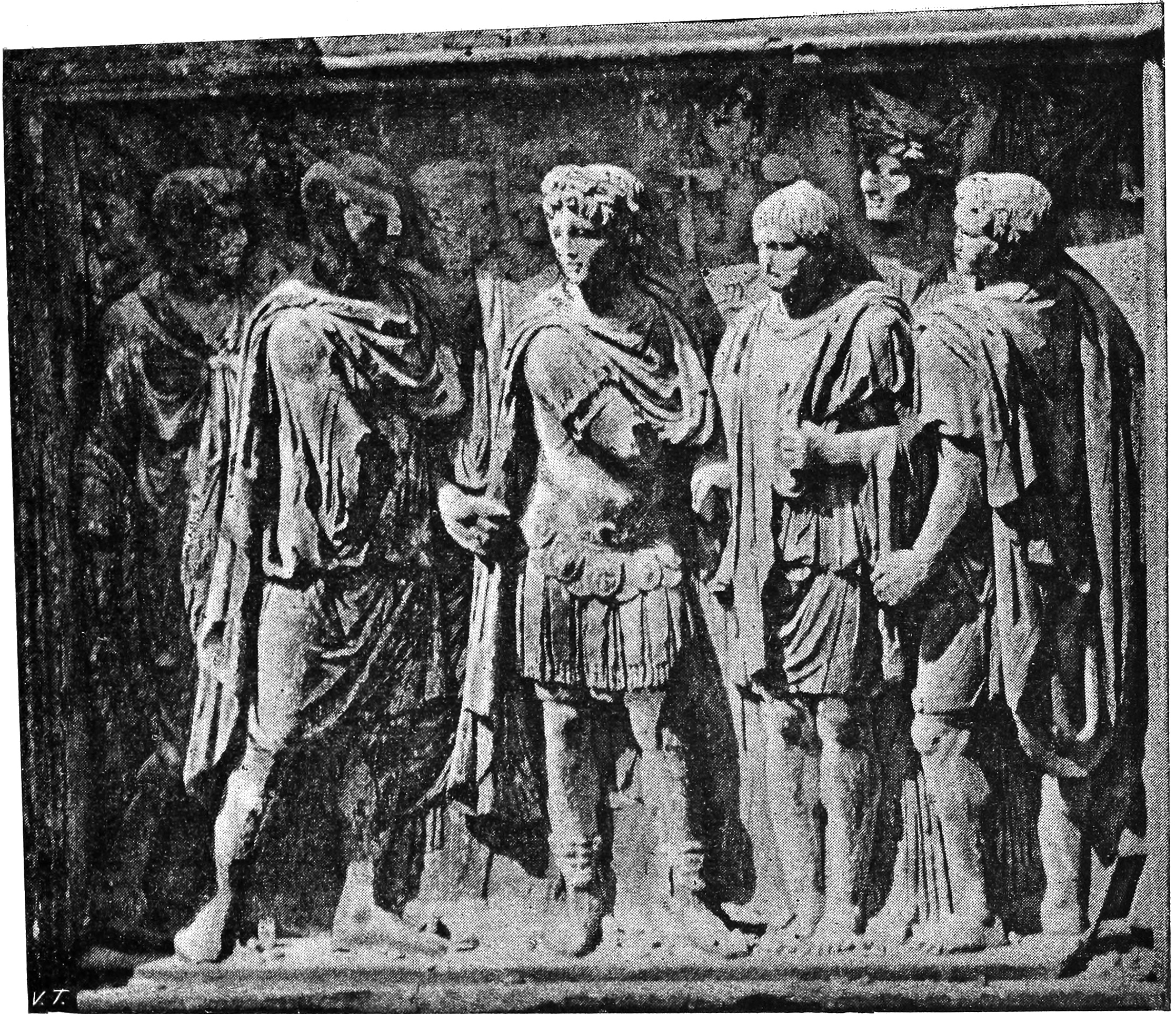
Au milieu, à gauche. Levée de l'armée romaine.
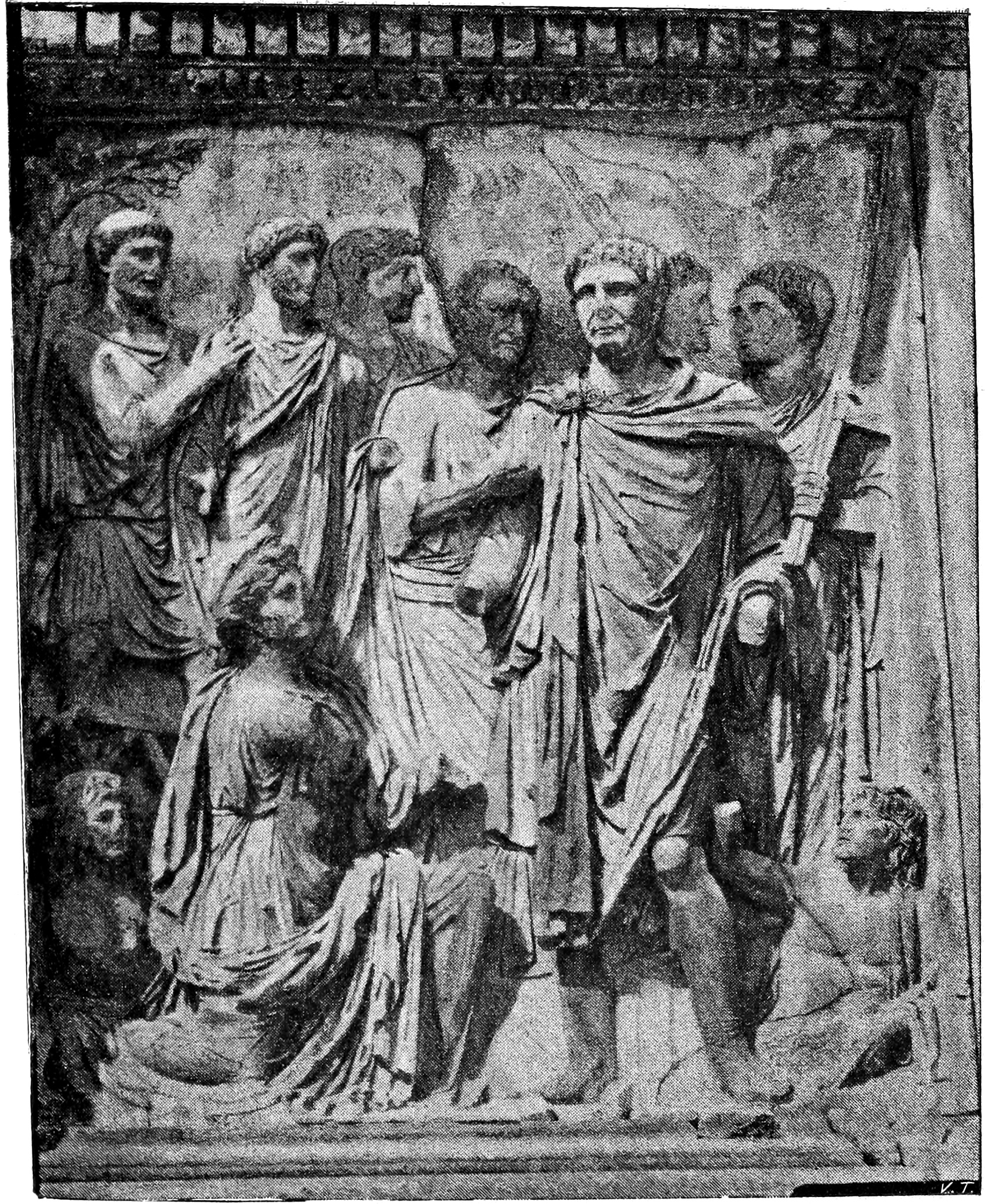
Sur l'attique, à droite. Trajan vainqueur des Daces.
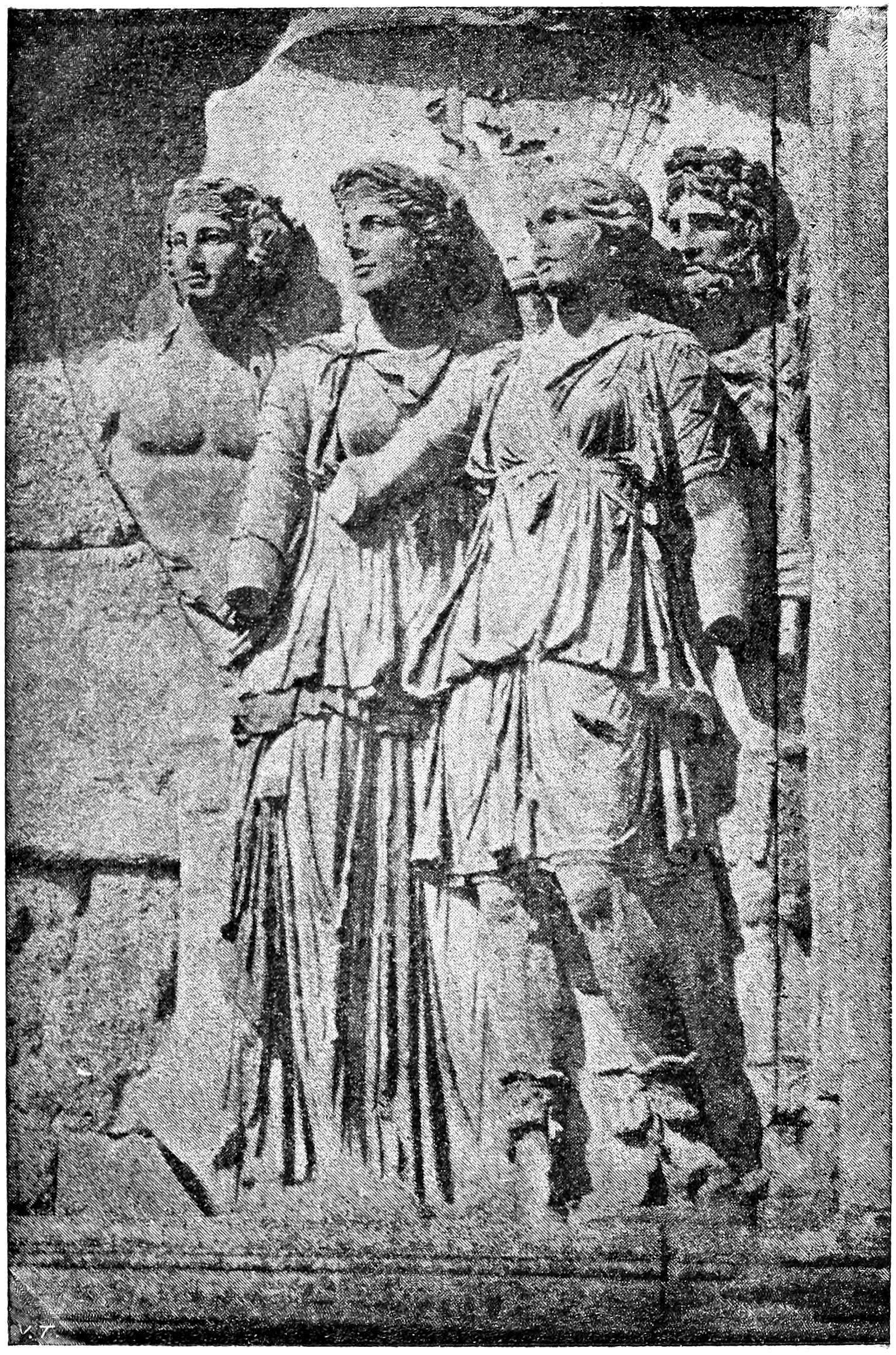
Sur l'attique, à gauche. Quatre divinités de la fertilité.

## Inscription de l'attique
L'inscription, semblable des deux côtés, s'étend sur cinq lignes, à comparer à celles, contemporaines, de la colonne Trajane et de la table de Trajan :
IMP(eratori) CAESARI DIVI NERVAE FILIO

NERVAE TRAIANO OPTIMO AVG(usto)

GERMANICO DACICO PONTIF(ici) MAX(imo) TRIB(unicia)

POTEST(ate) XVIII IMP(eratori) VII CO(n)S(uli) VI P(atri) P(atriae)

FORTISSIMO PRINCIPI SENATVS P(opulus)Q(ue) R(omanus)
Traduction: À l'empereur César, fils du divin Nerva, Nerva Traianus Optimus Augustus, vainqueur des Germains et des Daces, grand pontife investi de la puissance tribunitienne dix-huit fois, proclamé imperator sept fois, consul six fois, père de la patrie, prince très valeureux, le Sénat et le peuple romain.

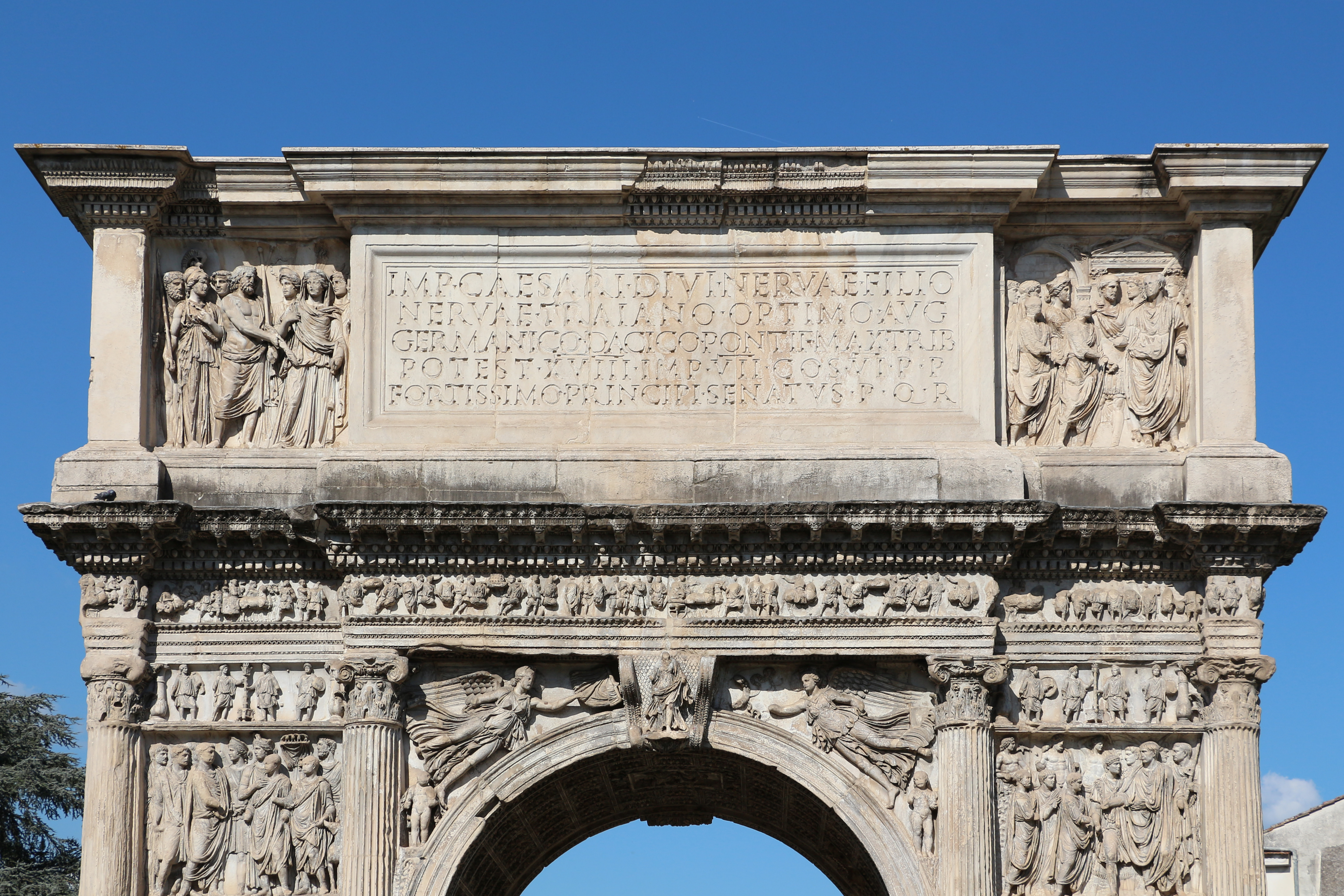
L'inscription, côté sud.